# Seducción (telenovela)
Seducción es una telenovela mexicana producida por Francisco Burillo para la cadena Televisa en 1986. Fue protagonizada por Maribel Guardia y Manuel Capetillo Jr., con las actuaciones antagónicas de Sergio Ramos "El Comanche", Olivia Collins y Sergio Klainer. Fue la primera telenovela con temática juvenil en la década de los 80's, antes de Pobre juventud (1986-1987),  Quinceañera (1987-1988) y Dulce desafío (1988-1989). [cita requerida]

## Argumento
En el bello puerto de Acapulco se desarrolla la historia de dos familias completamente diferentes. La primera de ellas es conformada por el viudo Santiago y sus hijas Marina y Lupita. Él es un padre posesivo que limita a sus hijas negándoles la posibilidad de realizarse en la vida, pues es de ideas anticuadas y está convencido de que las mujeres sólo deben vivir dedicadas a la familia, el hogar y los hijos. Las dos muchachas sufren por el autoritarismo e incomprensión de su padre, sobre todo la menor, Lupita, a quien su padre culpa de la muerte de su madre pues esta murió al nacer ella.
La segunda familia, en tanto, es conformada por Alejandro y Virginia, quienes están en proceso de divorcio debido a la seguridad de que su matrimonio no funciona debido a la incompatibilidad de caracteres. Ambos son los padres de Juan Carlos y Gabriela, jóvenes inteligentes y centrados, que han sabido asimilar la separación de sus padres, aunque estos últimos estén algo desubicados en la vida y por ello no hayan sabido ser los mejores padres y esposos.
Julio es otro de los protagonistas de la historia. Él es un joven atormentado que desde la infancia viene arrastrando un problema familiar, por lo que se ha vuelto retraído y callado. Su único apoyo es su mejor amigo, Javier quien es su antítesis: extrovertido, mujeriego y vividor. Él es el dueño del hotel en Acapulco donde trabajan las hijas de Santiago. Julio y Javier acuden a una fiesta que organiza Alejandro en su yate para celebrar su divorcio, junto con Isabel y Roxana, la primera la enamorada de Julio y que esconde un escandaloso pasado; y la segunda la última conquista de Javier. A su vez Lupita y Marina son invitadas a la misma fiesta por Juan Carlos. Julio y Marina se conocen y se sienten inmediatamente atraídos, sin embargo deberán luchar contra la oposición de Santiago y de Isabel que no está dispuesta a dejar ir a Julio. Además está Benjamín, un gánster inescrupuloso que le hará la vida de cuadritos a muchos personajes y provocará más de un conflicto a la trama.

## Elenco
- Maribel Guardia - Marina
- Manuel Capetillo Jr. - Julio
- Leonardo Daniel - Javier Fuentes
- Sergio Ramos "El Comanche" - Santiago
- Roxana Saucedo - Guadalupe "Lupita"
- Sergio Klainer - Benjamín
- Irma Dorantes - Virginia
- Rubén Rojo - Alejandro
- Ofelia Cano - Gabriela "Gaby"
- Servando Manzetti - Juan Carlos
- Angélica Chain - Roxana
- Olivia Collins - Isabel
- Raquel Morell - Mónica
- Miguel Priego - Rubén
- Manolo García - Arturo
- Juan Eduardo - Rafael
- Martha Ortiz - Verónica
- Miguel Ángel Fuentes - Chaco
- Manolo García - Arturo
- Myrrah Saavedra - Adriana
- Constantino Costas - Saúl
- Miguel Suárez - Alberto
- Diana Ferretti - Alicia
- Patricia Rivera - Dra. Marcia Robles
- Darwin Solano - Torres
- Tere Suárez - Betty
- Jean Safont - Dr. Gordoa
- Oscar Servin - Armenta
- Gustavo Ganem - Raúl
- Eduardo Borja - Supervisor
- Gerardo Murguía
- Guillermo García Cantú
- Nerina Ferrer
- Héctor Sampson - Instructor Kung Fu
- Nuria Bages
- Andrea Escalona

## Premios y nominaciones

### Premios TVyNovelas 1987
| Categoría                 | Nominado                   | Resultado |
| ------------------------- | -------------------------- | --------- |
| Mejor actor experimentado | Sergio Ramos "El Comanche" | Nominado  |